# 개불
개불(Urechis unicinctus, fat innkeeper worm 또는 penis fish)은 의충동물에 속하는 개불과 개불속 동물의 총칭이다. 몸길이는 10-30cm 정도이고 몸은 소시지 모양의 원통형에 가까우며 황갈색을 띤다. 몸의 겉면에는 유두상(乳頭狀)의 많은 작은 돌기가 있다. 입의 앞쪽에 오므렸다 늘였다 할 수 있는 납작한 주둥이가 있는데, 이 주둥이 속에 뇌가 들어 있어 다른 동물의 머리에 해당한다고 볼 수 있다.
바다 밑의 모래 속에 U자 모양의 관을 파고 살고, 암수딴몸으로 암컷과 수컷은 각각 알과 정자를 만들어 체외수정을 한다. 알은 트로코포라유생을 거쳐 성체가 된다. 대한민국에서는 식용으로 먹으며 가자미·도미 등의 낚시에 미끼로 쓰인다. 대한민국, 일본, 태평양 연안 등지에 분포한다.
개의 성기와 닮았다고 하여 개불이라고 불린다.

## 참고 자료
- 이 문서에는 다음커뮤니케이션(현 카카오)에서 GFDL 또는 CC-SA 라이선스로 배포한 글로벌 세계대백과사전의 내용을 기초로 작성된 글이 포함되어 있습니다.